# ПАОК (баскетбольний клуб)
ПАОК — баскетбольний клуб міста Салоніки, Греція.

## Досягнення
- Кубок Сапорти — 1 перемога (1991);
- Кубок Корача — 1 перемога (1994);
- A1 Етнікі — 2 пеермоги (1959, 1992);
- Кубок Греції з баскетболу — 3 перемоги (1984, 1995, 1999).